# Hermann Suida
Franz Carl Hermann Suida (* 3. Februar 1887 in Wien; † 20. September 1973 in Salzburg) war ein österreichischer Chemiker.

## Leben und Wirken
Hermann Suida war der Sohn von Wilhelm Suida (* 10. September 1853 in Wekelsdorf, Böhmen; † 31. März 1922 in Mödling, Niederösterreich) und dessen Ehefrau Gabriele († Jänner 1914 in Vorderbrühl bei Mödling; Alter: 53), Schwester von August Böhm Edlem von Böhmersheim (1858–1930). In Wien studierte er Chemie sowohl an der Technischen Hochschule als auch an der Universität und schloss beide Studiengänge jeweils mit Doktorat ab. Im Jahr 1914 habilitierte er sich für organische Chemie, im Jahr 1918 für technische Chemie. Nach dem Tod seines Vaters, 1922, übernahm er an der Technischen Hochschule Wien dessen Lehrstuhl für Chemische Technologie organischer Stoffe; 1931/32 war er Dekan der chemisch-technischen Fakultät. Von 1943 bis 1945 war er zudem Leiter des Vierjahresplan-Instituts für Mineralölforschung. 1946 wurde er seiner Professur enthoben, 1947 pensioniert.
Er arbeitete besonders im Bereich der organischen Chemie, der angewandten Chemie und der Verfahrenstechnik.

## Werke (Auswahl)
- —, Heinrich Salvaterra: Rostschutz und Rostschutzanstrich. Springer, Wien 1931, OBV.
- —, Wilhelm Janisch: Asphalte und Bitumen, Eignung im Bau- und Strassenbauwesen. Eidgenössische Materialprüfungsanstalt, Zürich 1931, DNB.
- Chemische Technologie organischer Stoffe I und II. (Zwei Bände). Technische Hochschule Wien, Wien 1944, OBV.